# سارق بزرگ (فیلم)
سارق بزرگ 
(به تلوگویی: Gaja Donga) فیلمی محصول سال ۱۹۸۱ و به کارگردانی کی. راگاوندرا رائو است. در این فیلم بازیگرانی همچون ن. ت. راما رائو، سری دوی، جایاسودا ایفای نقش کرده‌اند.